# Velocidad de deriva
La velocidad de deriva o de desplazamiento (También llamada velocidad de corrimiento) es la velocidad promedio que una partícula, como un electrón, alcanza debido a un campo eléctrico. También se define la velocidad de deriva axial cuando se asume que las partículas se mueven a lo largo de un plano. En general, un electrón se agitará en un conductor a la velocidad de Fermi aleatoriamente. Un campo eléctrico aplicado producirá una velocidad pequeña en una dirección. 
Como la corriente es proporcional a la velocidad de deriva, que es a su vez, proporcional a la magnitud del campo eléctrico externo aplicado, la ley de Ohm puede explicarse en términos de la velocidad de deriva. 
La velocidad de deriva se expresa con las siguientes ecuaciones: 
- {\displaystyle J_{\it {drift}}=\rho \cdot v_{\it {avg}}}, donde {\displaystyle J_{\it {drift}}} es la densidad de corriente, {\displaystyle \rho } es la densidad de carga en C/m³, y vavg  es la velocidad promedio de los portadores (velocidad de deriva).
- {\displaystyle v_{\it {avg}}=\mu \cdot E}, donde  μ es la movilidad del electrón en (m^2)/[V.s] y E es el campo eléctrico en [V/m]